# Москаленки (Харьковская область)
Москаленки (укр. Москаленки) — село,
Богодуховский городской совет,
Богодуховский район,
Харьковская область, Украина.
Код КОАТУУ — 6320810101. Население по переписи 2001 г. составляет 158 (69/89 м/ж) человек.

## Географическое положение
Село Москаленки находится правом берегу реки Мерла. На реке расположена плотина, которая образует Забродовское водохранилище. Ниже по течению примыкает город Богодухов. Выше по течению — село Шийчино. На противоположном берегу село Новосёловка.

## История
- 1670 — дата основания.

## Экология
На расстоянии в 1 км от села находится склад химических удобрений.